# Strzegowo-Osada (gromada)
Strzegowo-Osada (na samym początku Strzegowo osada alt. Strzegowo-osada) – dawna gromada, czyli najmniejsza jednostka podziału terytorialnego Polskiej Rzeczypospolitej Ludowej w latach 1954–1972.
Gromady, z gromadzkimi radami narodowymi (GRN) jako organami władzy najniższego stopnia na wsi, funkcjonowały od reformy reorganizującej administrację wiejską przeprowadzonej jesienią 1954 do momentu ich zniesienia z dniem 1 stycznia 1973, tym samym wypierając organizację gminną w latach 1954–1972.
Gromadę Strzegowo osada (pisownia bez łącznika, wyraz "osada" od małej litery) z siedzibą GRN w Strzegowie osadzie (w obecnym brzmieniu Strzegowo) utworzono – jako jedną z 8759 gromad na obszarze Polski – w powiecie mławskim w woj. warszawskim, na mocy uchwały nr VI/10/8/54 WRN w Warszawie z dnia 5 października 1954. W skład jednostki weszły obszary dotychczasowych gromad Augustowo, Kuskowo-Glinki, Konotopa, Strzegowo osada i Strzegowo ze zniesionej gminy Unierzyż w tymże powiecie. Dla gromady ustalono 20 członków gromadzkiej rady narodowej.
Począwszy od wykazu gromad z 1956 roku, jednostka występuje jako gromada Strzegowo-Osada, tzn. z użyciem łącznika i kapitalizacji wyrazu "Osada".
31 grudnia 1959 do gromady Strzegowo-Osada przyłączono obszary zniesionych gromad Unierzyż i Rydzyn Szlachecki w tymże powiecie.
31 grudnia 1961 do gromady Strzegowo-Osada włączono wieś Mdzewo ze znoszonej gromady Dąbrowa w tymże powiecie.
Gromada przetrwała do końca 1972 roku, czyli do kolejnej reformy gminnej. 1 stycznia 1973 w powiecie mławskim utworzono gminę Strzegowo-Osada (1 stycznia 1998 zmiana nazwy na gromada Strzegowo).